# Toulou Kiki
Toulou Kiki là một nữ diễn viên và ca sĩ người Nigeria. Cô đã được đề cử cho Giải thưởng Viện hàn lâm Điện ảnh châu Phi cho Nữ diễn viên phụ xuất sắc nhất trong phim Timbuktu.

## Nghề nghiệp
Năm 2014, cô đóng vai "Satima" trong Timbuktu. Vai diễn đã giúp cô được đề cử nữ diễn viên phụ xuất sắc nhất tại Giải thưởng Viện hàn lâm Điện ảnh châu Phi lần thứ 11. Tuy nhiên cô để mất giải thưởng về tay Hilda Dokubo.